# Listă de filme idol: H
Aceasta este o listă de filme idol în ordine alfabetică. Vedeți Listă de filme idol pentru lista principală.
| Film                                                     | An   | Regizor                           | Surse  |
| -------------------------------------------------------- | ---- | --------------------------------- | ------ |
| Hackers                                                  | 1995 | Iain Softley                      | [ 1 ]  |
| La Haine (The Hate)                                      | 1995 | Matthieu Kassovitz                | [ 2 ]  |
| Hairspray                                                | 1988 | John Waters                       | [ 3 ]  |
| Half Baked                                               | 1998 | Tamra Davis                       | [ 4 ]  |
| Halloween                                                | 1978 | John Carpenter                    | [ 5 ]  |
| Halloween: The Curse of Michael Myers: The Producers Cut | 1995 | Joe Chappelle                     | [ 6 ]  |
| Halloween III: Season of the Witch                       | 1982 | Tommy Lee Wallace                 | [ 7 ]  |
| Hana-bi (Fireworks)                                      | 1997 | Takeshi Kitano                    | [ 8 ]  |
| Hard to Be a God                                         | 2013 | Aleksei German                    | [ 9 ]  |
| Gwoemul (The Host)                                       | 2006 | Bong Joon-ho                      | [ 10 ] |
| Hansel & Gretel: Witch Hunters                           | 2013 | Tommy Wirkola                     | [ 11 ] |
| Happiness                                                | 1998 | Todd Solondz                      | [ 12 ] |
| Happy Gilmore                                            | 1996 | Dennis Dugan                      | [ 13 ] |
| Happy Together                                           | 1997 | Wong Kar-wai                      | [ 14 ] |
| Hard Boiled                                              | 1992 | John Woo                          | [ 15 ] |
| A Hard Day's Night                                       | 1964 | Richard Lester                    | [ 5 ]  |
| Hard Target                                              | 1993 | John Woo                          | [ 16 ] |
| Hard Ticket to Hawaii                                    | 1987 | Andy Sidaris                      | [ 17 ] |
| The Harder They Come                                     | 1972 | Perry Henzell                     | [ 5 ]  |
| Hardware                                                 | 1990 | Richard Stanley                   | [ 18 ] |
| Hare Rama Hare Krishna                                   | 1971 | Dev Anand                         | [ 19 ] |
| Harold & Kumar Go to White Castle                        | 2004 | Jon Hurwitz & Hayden Schlossberg  | [ 20 ] |
| Harold and Maude                                         | 1971 | Hal Ashby                         | [ 5 ]  |
| Harpya                                                   | 1979 | Raoul Servais                     | [ 21 ] |
| The Haunted Strangler                                    | 1958 | Robert Day                        | [ 22 ] |
| Hausu (House)                                            | 1977 | Nobuhiko Obayashi                 | [ 22 ] |
| Häxan                                                    | 1922 | Benjamin Christensen              | [ 22 ] |
| Head                                                     | 1968 | Bob Rafelson                      | [ 22 ] |
| Heathers                                                 | 1988 | Michael Lehmann                   | [ 23 ] |
| Heaven's Gate                                            | 1980 | Michael Cimino                    | [ 24 ] |
| Heavenly Creatures                                       | 1994 | Peter Jackson                     | [ 25 ] |
| Heavy Metal                                              | 1981 | Gerald Potterton                  | [ 26 ] |
| Heavy Metal Parking Lot                                  | 1986 | John Heyn and Jeff Krulik         | [ 27 ] |
| Heavy Traffic                                            | 1973 | Ralph Bakshi                      | [ 28 ] |
| Heavyweights                                             | 1995 | Steven Brill                      | [ 29 ] |
| Hedwig and the Angry Inch                                | 2001 | John Cameron Mitchell             | [ 30 ] |
| Hēi Tài Yáng 731 (Men Behind the Sun)                    | 1988 | Mou Tun-fei                       | [ 31 ] |
| Heima                                                    | 2007 | Dean DeBlois                      | [ 32 ] |
| Hell Comes to Frogtown                                   | 1988 | Donald G. Jackson and R. J. Kizer | [ 33 ] |
| Hell Is a City                                           | 1960 | Val Guest                         | [ 34 ] |
| Hellraiser                                               | 1987 | Clive Barker                      | [ 35 ] |
| Hellzapoppin'                                            | 1941 | H.C. Potter                       | [ 36 ] |
| Henry: Portrait of a Serial Killer                       | 1986 | John McNaughton                   | [ 37 ] |
| Henry & June                                             | 1990 | Philip Kaufman                    |        |
| Help                                                     | 1965 | Richard Lester                    | [ 38 ] |
| Hemp for Victory                                         | 1942 | Raymond Evans                     | [ 39 ] |
| The Hidden                                               | 1987 | Jack Sholder                      | [ 40 ] |
| Highlander                                               | 1986 | Russell Mulcahy                   | [ 41 ] |
| Highway to Hell                                          | 1992 | Ate de Jong                       | [ 42 ] |
| High Fidelity                                            | 2000 | Stephen Frears                    | [ 43 ] |
| High School Confidential                                 | 1958 | Jack Arnold                       | [ 44 ] |
| High School Musical                                      | 2006 | Kenny Ortega                      | [ 45 ] |
| The Hills Have Eyes                                      | 1977 | Wes Craven                        | [ 46 ] |
| Der Himmel über Berlin (Wings of Desire)                 | 1987 | Wim Wenders                       | [ 47 ] |
| Hiroshima Mon Amour                                      | 1959 | Alain Resnais                     | [ 48 ] |
| His Girl Friday                                          | 1940 | Howard Hawks                      | [ 49 ] |
| Histoire d'O (Story of O)                                | 1975 | Just Jaeckin                      | [ 50 ] |
| The Hitcher                                              | 1986 | Robert Harmon                     | [ 51 ] |
| The Hitchhiker's Guide to the Galaxy                     | 2005 | Garth Jennings and Nick Goldsmith | [ 52 ] |
| Hobgoblins                                               | 1988 | Rick Sloane                       | [ 53 ] |
| Hobo with a Shotgun                                      | 2011 | Jason Eisener                     | [ 54 ] |
| Hocus Pocus                                              | 1993 | Kenny Ortega                      | [ 55 ] |
| Holy Motors                                              | 2012 | Leos Carax                        | [ 56 ] |
| The Hollywood Knights                                    | 1980 | Floyd Mutrux                      | [ 57 ] |
| The Honeymoon Killers                                    | 1969 | Leonard Kastle                    | [ 5 ]  |
| Hoří, má Panenko (The Firemen's Ball)                    | 1967 | Miloš Forman                      | [ 58 ] |
| Hoshi o Ou Kodomo (Children Who Chase Lost Voices)       | 2011 | Makoto Shinkai                    | [ 59 ] |
| Hot Fuzz                                                 | 2007 | Edgar Wright                      | [ 60 ] |
| Hot Rod                                                  | 2007 | Akiva Schaffer                    | [ 61 ] |
| House of 1000 Corpses                                    | 2003 | Rob Zombie                        | [ 62 ] |
| The House of the Devil                                   | 2009 | Ti West                           | [ 63 ] |
| House of Wax                                             | 1953 | André de Toth                     | [ 5 ]  |
| House on Haunted Hill                                    | 1959 | William Castle                    | [ 64 ] |
| How High                                                 | 2001 | Jesse Dylan                       | [ 65 ] |
| How I Won the War                                        | 1967 | Richard Lester                    | [ 66 ] |
| How to Get Ahead in Advertising                          | 1989 | Bruce Robinson                    | [ 22 ] |
| Howard the Duck                                          | 1986 | Willard Huyck                     | [ 67 ] |
| Hudson Hawk                                              | 1991 | Michael Lehmann                   | [ 68 ] |
| The Hudsucker Proxy                                      | 1994 | The Coen Brothers                 | [ 69 ] |
| The Human Centipede (First Sequence)                     | 2009 | Tom Six                           | [ 70 ] |
| Human Traffic                                            | 1999 | Justin Kerrigan                   | [ 71 ] |
| The Hunger                                               | 1983 | Tony Scott                        | [ 72 ] |
| Hustler White                                            | 1996 | Bruce LaBruce                     | [ 73 ] |
| Hydrozagadka                                             | 1971 | Andrzej Kondratiuk                | [ 74 ] |